# 原鯊齒鯨屬
原鯊齒鯨（Prosqualodon）是已滅絕的鯨魚。
原鯊齒鯨的外觀像現今的齒鯨，且與齒鯨有關。牠長約2.3米，及像海豚。原鯊齒鯨有長的顎骨，牙齒像恆河鱷般向外伸出，就算不張開口也能看到牙齒。牠的口內像早期的鯨魚般有三角牙齒。原鯊齒鯨像現今的鯨魚般有氣孔。